# Алкуин
Алкуин (лат. Alcuin, око 732-804.) је англо-латински песник, педагог и духовник.Рођен је око 732. године у Јорку у Енглеској. Један је од најважнијих представника Палатинске школе, коју је у Ахену основао Карло Велики.
У Риму је срео Карла Великог који га је позвао на свој двор. Алкуин је постао учитељ Карла Великог и деце франачких великаша у Дворској академији. Увео је традицију англосаксонског хуманизма у Западну Европу. Био је најистакнутији научник у време каролиншке ренесансе.
Дела су му филозофског и дидактичког карактера. Написао је “О врлинама и манама”, “О службама”. Извршио је реформе у римокатоличком богослужењу и припремио ново издање Вулгате. Као историјски извор најзначајнија су Алкуинова писма.

## Алкуинов филиоквизам
У области хришћанске пнеуматологије, Алкуин је заступао филиоквистичко учење о двоструком исхођењу Светог Духа, од Оца и Сина. То учење, које је током друге половине 8. века почело да стиче све више присталица у тадашњој Франачкој држави, разматрано је 794. године на Франкфуртском сабору, а потом и на Фурланском сабору, који је одржан 797. године у Чедаду. Прихвативши то учење, Алкуин је извршио утицај на франачког краља и потоњег цара Карла Великог, који је потом озваничио уношење уметка Filioque у Никејско-цариградски симбол вере. Алкуоново заступање филиквистичког учења извршило је значајан утицај на потоњи развој западног хришћанства.